# Teucholabis (Teucholabis) siamensis
Teucholabis (Teucholabis) siamensis is een tweevleugelige uit de familie steltmuggen (Limoniidae). De soort komt voor in het Oriëntaals gebied.